# Производство СПГ в России

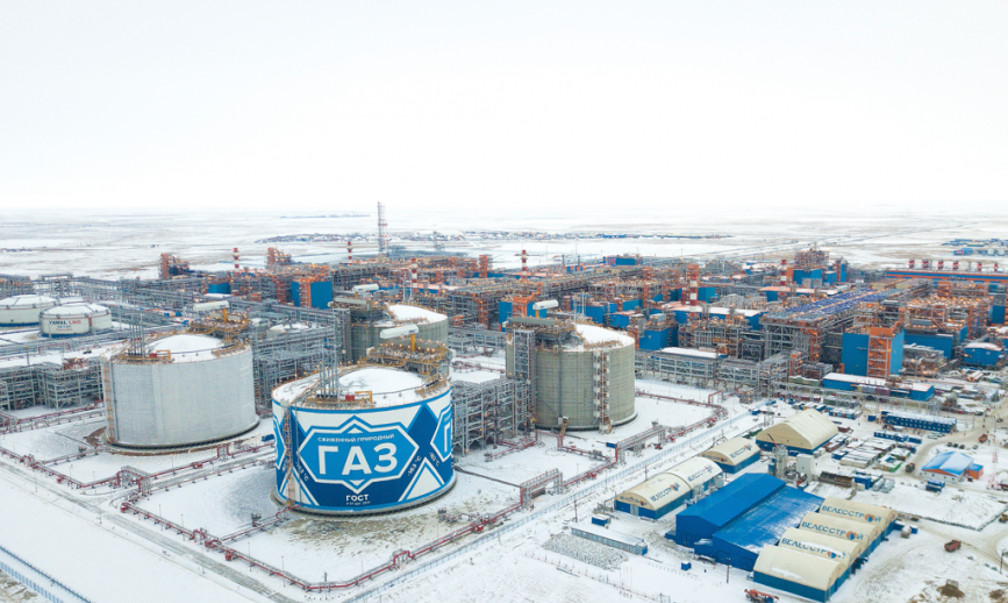

Производство сжиженного природного газа в России — отрасль добывающей промышленности России, занимающаяся добычей и сжижением природного газа.

## Статистика
На 2019 год доля России на мировом рынке СПГ равна 6 %.
На конец 2019 года совокупная мощность СПГ-проектов в России достигала 28,5 млн тонн. При этом в 2018 году производство СПГ в Арктике составило 10,6 млн т. В 2024 году Россия увеличила производство СПГ на 8% (более 3 млрд кубометров), увеличив поставки на внутренний рынок на около 4,5% (23 млрд кубометров).
Экспорт
Экспорт СПГ в 2018 году вырос на 70 %, составив почти 26 млрд м³.
Дочернее предприятие «Газпрома» Gazprom Marketing and Trading Singapore (GMTS, 4 августа 2022  немецкое правительство взяло её под контроль и переименовало в SEFE Marketing & Trading Ltd.) от имени «Газпрома» обязалась поставлять ежегодно в Индию 2,5 млн тонн (3,5 млрд кубометров) СПГ в год, индийская компания должна получать СПГ по цене до $ 500 за тысячу кубометров (на рынке ЕС газ сейчас стоит в районе $2000).[eadaily.com/ru/news/2022/08/05/spg-s-yamala-dlya-indii-zastryal-v-geopolitike-germaniya-nashla-prichiny-ne-postavlyat СПГ с Ямала для Индии застрял в геополитике: Германия нашла причины не поставлять] // 5 августа 2022
По данным неправительственной правозащитной группы Global Witness, за первые шесть месяцев 2023 года более половины российского СПГ на рынке выкупили страны ЕС, которые стали одним из основных потребителей российского СПГ к 2023 году стал ЕС, несмотря на стремление к 2027 году отказаться от поставок из РФ.  За первые семь месяцев 2023 года Бельгия и Испания были вторыми и третьими по величине покупателями российского СПГ после Китая. Стоимость импортированного топлива за это время составила 5,29 млрд евро.  Российская доля в общем объеме импорта ЕС составила 16% — это второй результат после США. Старший аналитик консалтинговой компании ICIS, Алекс Фроли, заявил, что долгосрочные покупатели в Европе будут продолжать брать контрактные объемы СПГ у России, если на это не будет наложен политический запрет.
По данным Международного энергетического агентства, экспорт российского СПГ в Европу за 2024 год вырос на 3 млрд кубометров (17%). Это укрепило РФ на втором месте среди поставщиков СПГ на континент. Основными потребителями стали Бельгия, Франция, Испания. По данным аналитического агентства Kpler, объем экспорта СПГ из РФ в Европу составил 32,9 миллиона тонн. Более 45% поставок пришлось на рынки Азии, где основными покупателями выступили Япония и Китай.

## Реализованные проекты
В СССР в 1953—1954 годах был реализован единственный проект промышленного сжижения природного газа в поселке Развилка Московской области. Завод предназначался для покрытия пиков потребления газа из газопровода Саратов — Москва.

### Малотоннажные
В России сжижение природного газа началось с рынка газомоторного топлива. На существующей сети автомобильных газонаполнительных компрессорных станций для заправки компримированным природным газом создаются первые станции сжижения природного газа. В начале 1990-х годов учреждена специализированная компания «Криогаз», занявшаяся освоением технологий малотоннажного сжижения природного газа для целей газификации регионов, не имеющих трубопроводной сети, и снабжения газомоторным топливом. В 1997 году опытная установка сжижения производительностью до 400 кг/час была построена на АГНКС в Петродворце. Позднее появились производства СПГ на АГНКС или отдельные в городах Никольское (1999 год, 300 кг/час), Выборг (2002 год), Кингисепп (2008 год, 7 тыс. тонн/год), Первоуральск (2002 год) Екатеринбург (2010 год) и т. д. В 2014 году пущен завод СПГ мощностью 1,5 т/час в Пермском крае, в 2015 году в Пскове, в Новатэк 2020 в Магнитогорске мощностью 40 тыс. т/год для снабжения регионов газомоторным топливом.

### Крупные проекты
В отличие от малотоннажных заводов, основное назначение крупных заводов СПГ — экспорт природного газа. В России первый крупнотоннажный завод СПГ был построен в 2009 году — в рамках проекта Сахалин-2, в посёлке Пригородное на юге Сахалина. Завод был запущен 18 февраля 2009 года. Оператор строительства и проекта «Сахалин-2» — «Сахалин Энерджи Инвестмент Компани». По результатам работы в 2010 году завод вышел на проектную производственную мощность — 9,6 млн тонн СПГ (что эквивалентно 13 млрд м³ газообразного природного газа). Пущена уже третья очередь завода.
Ямал СПГ: компанией «Новатэк» (владелец контрольного пакета акций), совместно с французской «Total» и китайской «CNPC», реализован проект завода по сжижению природного газа на полуострове Ямал.
В 2019 году запущена первая очередь Криогаз-Высоцк, малотоннажного завода СПГ на берегу Балтийского моря. Цель строительства – снабжение газом Калининградской области.
| Проект         | Акционеры                                                             | Год запуска | Мощность (млн тонн) | Инвестиции (млрд долларов) |
| -------------- | --------------------------------------------------------------------- | ----------- | ------------------- | -------------------------- |
| Сахалин-2      | Газпром (51 %) Shell (26,5 %) Mitsui (12,5 %) Mitsubishi (10 %)       | 2009        | 11,4                | 1,5 (первый этап)          |
| Ямал СПГ       | Новатэк (50,1 %) Total (20 %) CNPC (20 %) Фонд Шёлкового пути (9,9 %) | 2018        | 18,8                | 27,0                       |
| Криогаз-Высоцк | Новатэк Газпромбанк                                                   | 2019        | 0,66                |                            |

## Реализуемые проекты
- Проект «Балтийский СПГ» в Ленинградской области[20]. В 2014 году прорабатывалось обоснование инвестиций в проект; начало выпуска продукции запланировано на 2024 год.
- «СПГ-Портовая» — завод по производству СПГ мощностью 1,5 миллиона тонн в год в районе КС «Портовая» (Ленинградская область). Запущен в сентябре 2022 года.[21][22]
- «Арктик СПГ-2» (запуск в 2023—2026): 19,8 млн кубометров; «Новатэк»/Mitsui & Co./JOGMEC[англ.][23]

## Прочие проекты
В разное время озвучивались проекты создания следующих мощностей СПГ:
- «Арктик СПГ-1» (19 млн т в год), «Новатэк»
- «Арктик СПГ-3», «Новатэк». «Арктик-СПГ – 3» должен стать третьим заводом компании по сжижению природного газа. Ресурсной базой для него могут стать Северо-Обское, Штормовое и Гыданское месторождения[25].
- «Обский СПГ» Ямале: мощность 5 млн т, запуск в 2022—2023 гг.; «Новатэк»
- «Печора СПГ»[источник не указан 1997 дней]: мощность — 4,3 млн т; сумма инвестиций — 4,0 млрд долл. («Роснефть» (50,1 %) / Alltech).
- «Дальневосточный СПГ»: мощность 6,2 млн тонн; предварительные сроки запуска — 2025—2027 гг.
- Для транспортировки газа со Штокмановского месторождения потребителям в Атлантическом регионе (США, страны южной Европы) Газпром планировал (2007 г.) построить завод в Мурманской области (в деревне Териберка)[26]. Позднее, «Газпром» объявил, что газ с месторождения будет поставляться не танкерами в США, как предполагалось, а по Северо-Европейскому газопроводу (Nord Stream) в Европу.[27];
- Проект «Владивосток СПГ» предполагал строительство на полуострове Ломоносова (бухта Перевозная) в Хасанском районе завода по производству сжиженного природного газа. Мощность завода, который будет состоять из двух технологических линий, составит не менее 10 млн тонн СПГ в год с возможностью расширения до 15 млн тонн, путём постройки третьей линии. Планировалось, что первая линия заработает уже в 2018 году[28]. Затем проект был отложен. Позднее, к нему вернулись , но в формате среднетоннажного производства в основном для нужд бункеровки судов. Планируемая мощность - мощностью 1,5 млн т в год[29].
- «Якутский СПГ» — проект Якутской топливно-энергетической компании по экспорту газа из Средневилюйского и Мастахского месторождений. Предусматривает прокладку газопровода до поселка Аян и строительства завода СПГ в поселке. По разным данным мощность СПГ-завода может составить 12-18 млн т/год СПГ.[30].
- "Штокман СПГ" - «Газпром» рассматривает возможность строительства завода по производству сжиженного природного газа, ресурсной базой для которого выступит Штокмановское месторождение в Баренцевом море[31].
- "Черноморский СПГ" -  поставлять СПГ с этого проекта «Газпром» намерен в страны региона Черного и Средиземного морей, а в России – предприятиям Южного и Северо-Кавказского федеральных округов. Мощность от 0,5 млн до 1,5 млн т[29].

### Балтийский СПГ
В районе поселка Усть-Луга Ленинградской области планируется возведение большого комплекса по переработке этансодержащего газа и производству сжиженного природного газа.
Реализация проекта важна тем, что существует большая потребность переработки ачимовского газа добываемого на Ямале из уренгойских месторождений. Этот газ содержит наибольшее количество компонентов для получения дефицитных углеводородных продуктов. Ценность уренгойского газа как химического сырья существенно выше, чем при его использовании в качестве энергоносителя.
Доля таких углеводородов в общем объеме добычи газа на Ямале в последнее время резко возросла, и существенный вклад в развитие этого направления вносит предприятие «Газпром добыча Уренгой». На газоконденсатном промысле № 22, единственном газодобычном объекте Газопромыслового управления по разработке ачимовских отложений, уже более десяти лет извлекают и подготавливают к дальнейшей транспортировке многокомпонентные углеводороды.
Реализация проекта «Газпрома» рассчитана на длительный срок. В настоящее время под реализацию проекта по добыче газа и конденсата задействовано 57 скважин на 15 кустовых площадках. В первую очередь перспективы развития этого направления связаны со скорым запуском нового промысла ГКП № 21. На новой оборудовании комплексной подготовки газа планируется ввести в эксплуатацию три технологические нитки производительностью пять миллионов кубометров в сутки.
Строящееся в Усть-Луге комплекс станет крупнейшим в России по объему переработки газа. Его мощность достигнет 45 миллиардов кубометров в год трубопроводного газа. Ежегодно планируется выдавать 13 миллионов тонн сжиженного природного газа (СПГ) (это будет самое большое производство СПГ на северо-западе страны), а также до 3,8 миллиона тонн этановой фракции, до 2,4 миллиона тонн сжиженного углеводородного газа и 0,2 миллиона тонн пентан-гексановой фракции. Оставшийся природный газ (около 19 миллиардов кубометров) по газотранспортной системе «Газпрома» будет отправляться потребителям.